# Postproducció

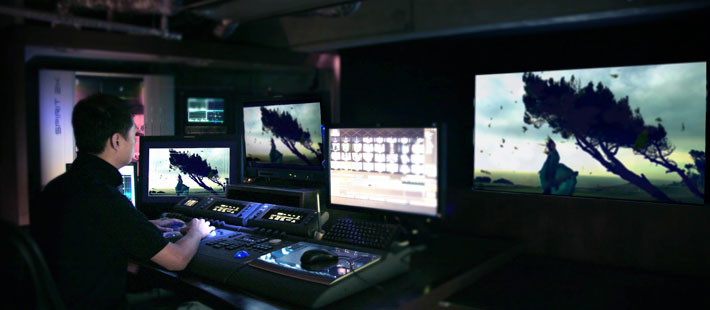
Sala de postproducció

La postproducció audiovisual consisteix en la manipulació de material digital o analògic i és utilitzada principalment al cinema, tot i que també és important a la publicitat, programes de televisió o ràdio i a la música. Es distingeixen dues formes de postproducció: la de vídeo i la d'àudio. El terme postproducció es refereix al conjunt de processos que s'apliquen al material enregistrat: muntatge, subtitulat, veu en off, efectes especials i inclusió d'altres fonts audiovisuals entre d'altres. Pel teòric francès Nicolas Bourriaud les arts visuals més representatives dels últims anys amplifiquen i estenen el concepte de "ready made" elaborat per Marcel Duchamp. Els artistes visuals desenvolupen la seva obra sempre a partir de materials preexistents: és a dir, generen significat a partir d'una selecció i combinació d'elements heterogenis ja donats.

## Postproducció imatge o vídeo
Implica diversos processos:
- Digitalització o captura. En el cas de material analògic consisteix en la conversió a imatge digital. En el cas de pel·lícula cinematogràfica és necessari un telecine o un escàner de negatiu. Si treballem amb fotografies un escàner de taula. Per a cintes en formats analògics (Betacam, VHS, Hi8) o formats digitals de vídeo (HD, Betacam Digital, D1, DV…), un ordinador amb targeta capturadora de vídeo/àudio sigui únicament analògica (vídeo compost, s-video, components...) o digital (Firewire, SDI, HD-SDI, ...).
- Edició. Selecció de material digitalitzat per exemple amb els programes Adobe Premiere Pro, Apple Final Cut o Avid Xpress, Composer...
- Creació de material. Mitjançant diverses tècniques, CGI, es generen elements que posteriorment s'integressin en capes.
- Composició de material. Mitjançant diversos programes d'ordinador, After Effects, Apple Shake, Autodesk Inferno, Autodesk Flame o SGO Mistika, es compon (barreja) el material digitalitzat amb el material generat per CGI.
- Filmado o bolcat. Depenent de la destinació, per a cinema es filma usant una filmadora o per a video es bolca mitjançant un ordinador i el programa d'edició/composició.

## Postproducció àudio
La postproducció d'àudio Implica els següents processos:
- Obtenció de material. Mitjançant l'enregistrament de so en directe o en estudi. Qualsevol mitjà magnètic analògic/digital, o òptic.
- Edició i efectes mitjançant diversos programes, com Apple SoundTrack o DigiDesign ProTools.

## Postproducció a la televisió
A la televisió, les fases de postproducció inclouen: edició, edició de vídeo, edició de so, animació i les insercions d'efectes visuals, la visualització i l'inici del procés de ventilació. És imperatiu que s'executa després de la producció i es supervisa la preparació fins a arribar al producte definitiu. Aquest procés guanya més importància en programes els quals no són en directe.

## Postproducció en la fotografia
Els postproductors professionals acostumen aplicar un determinat rang d'operacions d'edició d'imatges al format d'imatge en brut proporcionat per un fotògraf o un banc d'imatges. Hi ha una varietat de programari propietari i de codi obert i de codi obert que s'executa en una sèrie de sistemes operatius disponibles per fer aquest treball.
La primera etapa de la postproducció sol requerir la càrrega de les imatges en brut al programari de postproducció. Si hi ha més d'una imatge, i pertanyen a un conjunt, idealment els postproductors intenten igualar (més explicacions necessàries) les imatges abans de carregar-les. Després d'això, si cal, el següent pas seria tallar els objectes a les imatges amb l'eina Pen per a un tall perfecte i net. La següent etapa seria la neteja de la imatge mitjançant eines com l'eina de curació, l'eina de clonatge i l'eina de pegat.
Les properes etapes depenen del que el client hagi ordenat. Si es tracta d'un muntatge fotogràfic, els postproductors solen començar a muntar les diferents imatges al document final i començar a integrar les imatges amb el fons.
En publicitat, sol requerir muntar diverses imatges en una foto-composició.
Tipus de treballs habituals:
- Publicitat que requereix un fons (com una o més imatges per muntar) i un o més models. (En general, com més vegades es consumeixen imatges de bancs d'imatges que no tenen molta qualitat i tenen llum i color diferents, ja que no eren controlades per un sol fotògraf en una sola ubicació)
- Fotografia de productes que solen requerir diverses imatges del mateix objecte amb llums diferents, i muntats junts, per controlar reflexos lleugers i no desitjats, o per muntar peces que serien difícils d'aconseguir en un tir, com ara un vidre de cervesa per a una publicitat de cervesa . (De vegades, per compilar una imatge d'un got de cervesa, calen 4 o 5 imatges: una per a la base, una per a la cervesa, una per a l'etiqueta, una per a l'escuma i una o més per esquitxar la cervesa si així ho desitja)
- Fotografia de moda que sol requerir una postproducció molt pesada per a editorials o publicitaris.

## Postproducció al cinema
Al cinema, la postproducció es basa en el muntatge. Entenem el muntatge com el procés en el qual es seleccionen i ordenen els diferents plans en un lloc determinat de la cinta per tal de generar en l'espectador una sensació de continuïtat tant en l'aspecte narratiu com visual. Així, el muntatge esdevé un aspecte fonamental a l'hora de crear ficció, en la mesura que determina la concepció i la intenció comunicativa d'una proposta audiovisual.

### Origen del muntatge audiovisual
El muntatge o l'edició no neix a la vegada que el cinema. En un principi, l'interès pel fet de poder veure imatges en moviment, feia innecessària l'existència d'un relat narratiu. Per aquest motiu les pel·lícules es limitaven a mostrar fets quotidians o a agrupar preses sense cap criteri dramàtic. La càmera es mantenia en una posició fixa i sempre allunyada de l'acció. Així doncs, la interpretació dels personatges era la intenció predominant en aquests primers films.
El director nord-americà Edwin S. Porter va descobrir que l'organització de les preses a les seves pel·lícules podia fer que aquestes recobressin un major dinamisme. D'aquesta manera, es va arribar a la conclusió que la presa és la peça fonamental amb la qual s'han de construir els films, sempre a través del muntatge o l'edició d'aquestes.
Malgrat tot, Porter, no feia servir el ritme en el muntatge per atorgar-li un sentit dramàtic a la història, va ser Griffith qui va aconseguir desenvolupar el muntatge en el seu estricte sentit com actualment es coneix. Tot i això, Porter va ajudar l'aclariment de la narració fílmica, però va ser Griffith qui va aconseguir que la juxtaposició de preses mitjançant el muntatge tingués un efecte dramàtic sobre la història que es narrava. A Griffith se li atribueix la variació de plans, la inserció, el muntatge en paral·lel, el tràveling i les variacions de ritme en l'edició. La seva influencia va arribar fins a cineastes russos com ara Pudovkin o Eisenstein.

## Eines de postproducció per a la manipulació de la comunicació audiovisual
Una altra manera d'entendre la postproducció és partint de l'engany i la manipulació de la informació que rep l'espectador, el qual mai presencia el material base sense edició ja sigui al cinema, a la televisió, a la ràdio o als mitjans interactius. Hi ha diverses eines, ja centrant-se en l'àmbit audiovisual, és a dir, deixant de banda la ràdio, que poden modificar alguns components del material audiovisual. Així doncs, fent ús d'aquestes eines és possible canviar el sentit d'un mateix producte únicament fent ús de la postproducció. Això s'explica amb un exemple molt senzill semblant a l'efecte Kuleixov, el qual demostrava tot enquadrant i ordenant una història en una seqüència de diferents maneres, que la manipulació del context pot alterar la percepció de l'espectador, qui és un participant actiu en el procés de creació de significats. Tot partint d'una escena en la qual apareix un personatge caminant frontalment a càmera per un parc, amb una bossa a la mà, introduint una música alegre i atorgant a la imatge una temperatura alta, la informació que rebem com a públic és que el personatge està content. Si, pel contrari la temperatura és baixa i la música melancòlica, pensarem que aquest està trist. Però, ara bé, si retallem l'enquadrament en un moment determinat i fem destacar la bossa que porta a la mà, donarem un sentit totalment diferent, creant suspens i preguntes al cap de l'espectador del tipus "Què conté la bossa?", "Què passarà amb la bossa?".

### Programes d'edició de vídeo
Gràcies a les millores tecnològiques dels darrers anys, els programes d’edició han guanyat popularitat i com a conseqüència, actualment existeixen infinitats d’eines per millorar les produccions audiovisuals, que es poden dividir en tres categories segons el nivell de professionalitat i de preu.
Els programes d’edició de vídeo professionals més populars i amb un preu més elevat són els que fan servir usuaris experts i grans cadenes i productores de televisió. Si es té una base informàtica sobre el tema, és probable que els resultats siguin de gran qualitat. Actualment, el programa més reconegut és el d'Apple anomenat Final Cut Pro, ja que és un dels més potents i que compte amb més eines i funcions. A més a més, tot i ser considerat un mètode per persones qualificades és molt intuïtiu i fàcil d’utilitzar. Un altre exemple de programa professional seria l'Adobe Premiere Pro, el qual és considerat un dels millors a l’hora de treure el màxim rendimenta l’edició dels audiovisuals. Un dels punts en contra que té és que no és massa fàcil d’utilitzar, ja que requereix un aprenentatge posterior sobre les diverses funcions que et permet realitzar. Tot i això, també cal destacar que en formar part dels productes d'Adobe Creative Suit, també inclou el Media Encoder i el After Efects. El programa Adobe After Efects és molt útil per poder crear animacions i gràfics en 3D. Per acabar, existeix el Avid Media Composer, aquest no és tan popular com tots els altres, però et permet infinitat de millores en l’àudio i efectes.
Altres programes que també permeten uns resultats força impressionants i que tenen un preu més assequible per totes aquelles persones que no tenen un capital tan elevat. El primer exemple és el programa anomenat Pinnacle Studio, aquest disposa d’una gran varietat d’eines, efectes i plantilles que faran que els audiovisuals tinguin un resultat molt més qualificat. A més a més, és molt fàcil d’utilitzar, així que no cal ser un expert per poder fer servir el Pinnacle Studio. Un altre programa molt útil és el Sony Vegas Pro, aquest és molt similar al Final Cut, ja que estèticament té una certa semblança. Per acabar, també cal destacar, que és considerat un dels programes més potents i que compten amb una versió anomenada Movie Studio que és la versió pels usuaris que no estiguin tan qualificats. Finalment, també existeix un programa anomenat Corel VideoStudio, aquest és el programa més recomanat entre els no professionals, ja que és el que més varietat i funcions disposa.
A part de tots els programes d’edició que s'han mencionat anteriorment, també existeixen algunes opcions que permeten bons resultats i de manera gratuïta. Cal destacar, que aquests programes no poden arribar al nivell dels que s'ha de pagar per utilitzar-los, però si són fets servir correctament poden arribar a sorprendre. Un dels més populars, però que només existeix pel sistema operatiu de Mac és el iMovie. Aquest programa és gratuït, ja que ve per defecte quan es compra un producte Apple i permet una edició de vídeo de prou qualitat però força bàsica. Cal remarcar, que és fàcil d’utilitzar, ja que és molt intuïtiu, així que resulta molt interessant per totes les persones que comencen a introduir-se al món dels audiovisuals i no tenen experiència.
Un altre exemple seria el Windows Movie Maker, és un programa que permet fer molt poques coses, però tot i això, compte amb les eines més bàsiques com afegir música, fons negres, fotografies... En tenir poques funcions fa que sigui molt senzill i per tant, comprensible per tots els principiants.
Per acabar, existeix també el programa anomenat VideoPad Video Editor, aquest és més complet que els anteriors, ja que disposa de més funcions i eines. A més a més és compatible amb la gran majoria de formats de vídeo, la qual cosa suposa un gran punt a favor pel programa.

### Manipulació de la llum
La llum acompanyada del color és un element molt destacat per a generar emocions i disposa de gran importància per a donar significats a les imatges.
A la composició cinematogràfica, de la mateixa manera que a la fotogràfica o la pictòrica, existeixen geometries com ara el punt, la línia o la zona àuria, que conformen la imatge de manera organitzada, posant en una harmoniosa relació tots els elements del pla. Pero a banda d'aquests elements de l'espai existeixen uns altres dos, que són fonamentals: la llum i el color.
La llum és un element molt necessari en la composició, principalment per la seva capacitat per a determinar el significat d'una imatge i per a expressar diverses emocions. Cal aclarir que sense llum, no hi ha cinema.
No es pot parlar de la llum, sense parlar del color. El color proporciona major adequació a la imatge a la realitat, ja que el món és en colors, però de la mateixa manera ens ofereix una àmplia llibertat per al joc creatiu, ja que el cinema busca, de vegades, manipular el color allunyant-se del realisme.

Ambdós elements formen l'arquitectura de llums, ombres i tonalitats de les imatges que s'ofereix a l'espectador. El seu ús influeix de manera total a la bellesa de la pel·lícula i a les emocions que aquesta transmet al públic, ja que estan relacionats amb la psicologia humana. 
“La llum és el que permet i caracteritza la visió. La seva importància dins el cinema apart de proveir l'escena de llum suficient per a poder gravar-la i que aquesta es vegi, dona un aspecte creatiu que fa crear un determinat ambient.” (Pereira Domínguez, C. 2005)
“Aquesta segona funció és molt explotada en el cinema mitjançant diverses tècniques d'il·luminació, que en resum, consisteixen en contrastos, ombres i clars, influint en el significat de la imatge, expressant emocions, diferenciant aspectes, creant ambients, generant volums, potenciant la nitidesa de la imatge o difuminant-la, etc.” (Aguilar, P. 1996) 
La llum, sobretot l'artificial, permet ser controlada mitjançant la seva intensitat, la direcció, la qualitat o el color. Així, creant ombres, arrugues, efectes psicològics del personatge, etc. En funció d'on es col·loqui, l'atmosfera o l'ambient de la pel·lícula canvia. Hi ha diverses classificacions de la llum dins el cinema, ja que pot classificar-se per diferents criteris.
| Criteri    | Llum                 | Definició | Efecte |
| ---------- | -------------------- | --- | --- |
| Origen     | Natural              | Llum del dia, del sol, la més habitual i més difícil de controlar, perquè té una única direcció.                                                                                            | Realisme i naturalitat. |
|            | Artificial           | Creada mitjançant focus o reflectors. | Creativitat, manipula les ombres i els punts de llum per a generar diverses emocions.                                                           |
| Angle      | Frontal              | Omple totes les superfícies visibles. | Fa un efecte de 2D, aplanant la imatge i augmentant els detalls però anul·lant la textura.                                                      |
|            | Lateral              | Normalment des d'un flanc de 90° respecte a la línea entre la càmera i l'objectiu. Quan és a 45° és una llum semilateral, la qual genera perspectives obliqües.                             | Sensació de volum i profunditat, crea una atmosfera acollidora, no informa tant dels detalls, però sí augmenta els contrastos. Fa un efecte 3D. |
|            | Posterior/Contrallum | És projectada des de darrere dels objectes o personatges i fa que aquests s'enmarquin en línies dures de llum.                                                                              | Simplifica el tema mitjançant l'efecte silueta creat amb una gran quantitat de contrastos i fa destacar molt el personatge o objecte.           |
|            | Zenital              | Es projecta per sobre del personatge, de forma perpendicular, generant ombres molt fosques i verticals.                                                                                     | Dona sensació de dramatisme, té un elevat contrast i exagera els trets.                                                                         |
|            | Contrapicat          | Oposada a la zenital, projecta des de sota, així invertint les posicions habituals de les ombres.                                                                                           | Suspens, terror i misteri. |
|            | Farciment            | És complement d'altres tipus de llum i construeix atmosferes, a més, permet refinar i modificar les parts il·luminades i les ombres. Molt utilitzada en el cinema dels anys 50 a Hollywood. | Sensació d'obertura i nitidesa. |
|            | Reflectida           | Apareix quan la llum rebota en una superfície llisa o brillant, generant una nova font de llum secundària.                                                                                  | Creativitat, els colors transmeten les seves tonalitats a allò enfocat, transmet harmonia i equilibri.                                          |
| Intensitat | Directa              | Llum dura que utilitza els focus que es projecta a un objecte o personatge i l'il·lumina i li produeix ombres.                                                                              | Destaca l'objecte o personatge i el diferencia del fons, accentua els contrastos i crea línies.                                                 |
|            | Difusa               | Llum suau i indirecta que irradia l'escena. | No marca ombres i suavitza les formes, mentre que destaca el volum i les textures. Transmet pau.                                                |

### Manipulació del cromatisme
El color és un element fonamental per l'estètica d'una pel·lícula, però encara ho és més per explicar històries, el cromatisme és una poderosa eina que es fa servir usualment per transmetre sentiments i apropar els personatges i les seves emocions a l'espectador. Aquests recreen una atmosfera per a cada pel·lícula. Encara que no ens adonem, tot film és dotat d'una gama específica de colors. Així doncs, quan es vol expressar tristesa es fa ús de colors freds, mentre que quan volem representar felicitat, optem pels càlids. No és cap secret el fet que els colors tinguin la capacitat de manipulació d'estats d'ànim i emocions de la gent, ja que ho veiem amb el màrqueting, el qual és utilitzat per comunicar la idea d'una empresa o d'una marca. Tot això té a veure amb la psicologia i s'ha investigat durant molt temps.

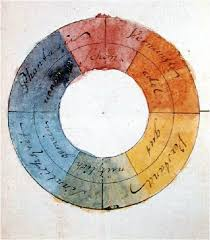
Il·lustració del llibre Teoria dels colors, 1910, Goethe.

La psicologia del color va començar amb Goethe al seu llibre Color Theory, l'alemany va proposar un significat universal pels tons bàsics i algunes barreges, aquesta teoria segueix avui en dia encara que una mica renovada. Per exemple, devem a Faust la idea de colors tristos i colors alegres.
A l'actualitat, les pel·lícules i el seu cromatisme es veuen afavorides per la tecnologia de la correcció cromàtica digital, això suposa una novetat a la visió estandarditzada del tractament del color que hi havia.
Cada color representa una sèrie d'idees, la majoria de pel·lícules s'abasteixen d'aquesta tècnica per a crear una intenció o una altra a l'espectador a cada escena.
El cromatisme actua, des que som nens i estem aprenent, en la nostra psicologia, d'aquesta manera, podem dir que colors com el verd i el vermell de manera conjunta, en diferents variacions de saturació i lluminositat, simbolitzen l'amor de parella heterosexual. Hitchcock és un dels primers directors que empra aquesta combinació per a remarcar la complementarietat o química de les parelles en les seves pel·lícules.
D'altra banda podem dir que els colors clars atrauen molt més la mirada que els foscos, i que els colors càlids donen sensació de més proximitat que els freds. Els colors primaris condueixen directament la nostra mirada fins al punt on es troben presents i els contrastats donen a l'espectador una sensació desagradable i impactant.
Els directors, seguint aquest simbolisme, creen potents efectes psicològics pel que fa a la seva influència, però que són molt subtils a l'hora de presentar-los, ja que el públic no para atenció cada cop que les tonalitats varien. 

| Color   | Significat                                                                                          |
| ------- | --------------------------------------------------------------------------------------------------- |
| Blau    | Profunditat del sentiment, unificador, tranquil·litat, intel·ligència, fred, malaltia i melancolia. |
| Verd    | Esperança, naturalesa, serenitat, lideratge, persistencia, irrealitat.                              |
| Vermell | Força de voluntat, competitivitat, autoritat, força, perill, passió, amor, sexualitat i erotisme.   |
| Groc    | Optimisme, diversió, seguretat, originalitat, alegria.                                              |
| Gris    | Neutralitat, elegancia, vellesa, decadència, avorriment,tristesa, catàstrofes, guerra.              |
| Lila    | Luxe, misteri, extravagancia, màgic, afectiu.                                                       |
| Rosa    | Feminitat, pau, delicadesa, tendresa.                                                               |
| Taronja | Canvi, creativitat, exòtic, energia, infància, foc, purificació.                                    |

### Manipulació amb el muntatge
El muntatge el definim com l'organització de diferents plans d'una pel·lícula segons les determinades condicions d'ordre i de durada a les quals es veuen sotmesos.
Les funcions fonamentals del muntatge són les següents:
- Reproduir sensació de moviment.
- Reproduir sensació de ritme.
- (En alguns casos concrets) atorgar una ideologia.

Totes aquestes estàn destinades a modificar el sentit o significat d'allò prèviamnet filmat fragmentant-lo, retallant-lo, desordenant-lo o donant-li un nou ordre totalment diferent a l'original.
Dins del muntatge cinematogràfic distingiríem dos grans grups: el muntatge narratiu i l'expressiu.

#### Muntatge narratiu
El muntatge narratiu té per objectiu relatar una acció i desenvolupar una sèrie d'esdeveniments. Es distingeixen quatre tipus de muntatges narratius: el lineal, l'invertit, el paral·lel i l'altern.
- Muntatge lineal: En aquest tipus de muntatge s'observa que l'acció transcorre cronològicament sense fer cap salt en l'espai ni en el temps. És el muntatge més fàcil i senzill d'entendre, ja que tota l'acció transcorre de la mateixa manera que a la vida real, a més els personatges evolucionen al llarg del film. Normalment el clímax de la narració es troba cap al final, d'aquesta manera l'espectador manté atenció durant tota la pel·lícula, la qual és constant, progressiva i uniforme. En un principi, els germans Lumière, filmaven les pel·lícules des d'un mateix pla com si l'espectador estigués davant d'un escenari de teatre. El seu muntatge consistia en el canvi dels rodets de la pel·lícula en l'ordre adequat per tal de veure-ho en el reproductor.
- Muntatge invertit: En aquest tipus de muntatge les accions no es relaten seguint un ordre cronològic, sinó que són freqüents els salts de temps, històries dins de la història principal que ens proposa la pel·lícula. És molt utilitzat per expressar un record d'un personatge, d'això en diem Flashback. Pel contrari, quan el personatge fa un salt espaial i de temps cap al futur i després torna al present com a mètode d'anticipació d'algun fet, en diem Flashforward. Un exemple de flashback o analepsi el trobem a la pel·lícula Citizen Kane d'Orson Welles en què el protagonista ens explica tota la seva vida a partir d'un record de la infantesa.
- Muntatge en paral·lel: Aquest tipus de muntatge consisteix a muntar fragments de dues o més escenes que passen en un temps i espai diferent, de forma successiva intercalant-los amb el fi de potenciar un clímax dramàtic i donar una sensació diferent a l'espectador o conduir la narració cap a un punt de convergència. Per tant, és l'espectador qui estableix la relació entre les accions mentalment. Aquestes accions no tenen per què ser sempre simultànies. Les escenes són filmades per separat però amb l'ajut del muntatge es donen a entendre a l'espectador, intercalant-se entre elles per mostrar totes les històries alhora. El primer muntatge en paral·lel que es va fer a la història del cinema es troba a Life of an american fireman. I al llarg del temps s'ha filmat varietat de pel·lícules seguint aquest muntatge, com per exemple el western Sol davant el perill de Fred Zinneman.
- Muntatge altern: Aquest tipus de muntatge consisteix a relatar diverses accions de diferents personatges que es produeixen de manera simultània i que acaben confluint en el temps i en l'espai. Com a exemple tindriem la pel·lícula The Godfather (El Padrí), al final de la qual es relata el naixement i la mort de dues persones diferents alhora.

#### Muntatge expressiu
El muntatge expressiu és tot aquell muntatge que busca comunicar quelcom a l'espectador, ja sigui un determinat efecte rítmic o ideològic, a més relata unes accions. Es tracta, per tant, de l'ús més artístic del muntatge. Eisenstein o Griffith van ser dos muntadors brillants en aquest sentit. Hem de distingir entre el muntatge intel·lectual, el constructiu i el rítmic.
- Muntatge intel·lectual: Eisenstein va ser el cineasta que destacà més en el panorama cinematogràfic amb els muntatges intel·lectuals. Aquests es caracteritzen per presentar les imatges d'una manera força complicada d'entendre per la majoria del públic. Aquest tipus de muntatge està basat en el sentit metafòric dels plans completament diferents per expressar una idea que no té perquè tenir relació amb el dramatisme de la història. Pot resultar complicat d'entendre o molestar l'espectador atès que es fa evident que la pel·lícula ha tingut un muntatge darrere i de vegades la narració pot perdre credibilitat. Un exemple seria la pel·lícula El cuirassat Potemkin.
- Muntatge constructiu: En aquest tipus de muntatge s'utilitzen plans individuals i fragmentats que conformen el film. Són plans que no estan en conflicte l'un amb l'altre, per tant, la feina de l'espectador és reconstruir el tot mitjançant els plans, i el significat és la suma del tot. La pel·lícula La mare de Pudovkin n'és un clar exemple.
- Muntatge rítmic: Aquest tipus de muntatge està basat tant en la durada dels plans com en el moviment dins de cada fotograma. La trobada entre muntatge i ritme està estretament connectada amb les teories i pràctiques d'avantguarda lligades al cinema. El muntatge, com a combinatòria que apel·la a la alternança i creació de ritmes, pot operar en l'organització de plans que ni tan sols posseeixen imatges; només articulen formes i textures. Le Retour a la Raison (la tornada a la raó) de Man Ray és un bon exemple.

### Manipulació amb la música
La música és un dels elements fonamentals de la narració cinematogràfica. La música té un paper molt destacat tant en la narració cinematogràfica com en l'estètica de les pel·lícules. Però més enllà del cinema com a tal, la música també es en la majoria dels casos present en tot producte audiovisual des dels documentals, els curtmetratges i fins i tot als anuncis comercials.
Des dels inicis del cinema, la música sempre ha tingut un paper força especial dins la pel·lícula. Això ho podem veure molt clarament, ja que abans de l'arribada del cinema amb diàlegs, la música era l'eina més necessària per ajudar a la narrativa. Dins el cinema mut, s'expressen els sentiments dels personatges mitjançant els diàlegs, les expressions facials dels actors i la banda sonora, tot això en conjunt faria transmetre l'emoció necessària per a cada instant.
La música té la capacitat d'influir sobre els sentiments i les emocions que l'espectador experimenta al llarg de la pel·lícula, anticipant una situació determinada com ocorre a la cèlebre escena de la dutxa del film Psicosis de Hitchcock, on es deixa veure a través de la música el desenllaç.

#### Funcions de la música dins el cinema[11]
- La música és capaç de crear l'ambient d'una història en un temps i lloc determinat. Per exemple, les escenes relacionades amb l'antiguitat no compten amb la mateixa música que les escenes que succeeixen en un temps modern.
- Contribueix al desenvolupament de l'element psicològic en els personatges, a més ens indica el que senten. Gràcies a ella coneixem la personalitat dels personatges exposats.
- Serveix com a fons pels diàlegs i per donar un punt de sentimentalisme o dramatització. O bé per substituir aquells que siguin innecessaris. Per posar un exemple, a les típiques escenes d'amor, quan els dos protagonistes es coneixen i comencen a entaular una conversa, molts cops no la sentim, sinó que escoltem una música adequada per a l'escena.
- Permet unir escenes que sense aquesta serien difícils de connectar, també ens ajuda a fer més clares i accessibles algunes escenes. La música, per tant, col·labora al fet que l'espectador rebi clarament la lectura que el director vol que es faci d'una escena o d'una acció.
- Pot influir sobre els sentiment i emocions que l'espectador experimenta.
- Caracteritza personatges i situacions, a banda d'expressar els sentiments d'un personatge en un moment donat, aquesta pot ajudar-nos a explicar el seu caràcter o la seva forma de ser. Aquí podem parlar del leitmotiv, que és una eina fonamental per a crear una caracterització musical, aquesta consisteix a associar una melodia o un motiu musical concret a un personatge cada cop que entra en escena. També poden associar-se leitmotivs amb ambients o situacions determinades. El leitmotiv no només expressa quelcom del caràcter del personatge, sinó que a més, l'acompanya gairebé sempre. Aquesta tècnica la va inventar Richard Wagner per aplicar-la a les seves òperes i la van portar a la indústria del cinema nord americà alguns compositors d'origen austríac i centreeuropeu.

#### Tipus de música
Hi ha dues maneres d'introduir música en una escena: com a música diegètica o com a música incidental.
La música diegètica és la música que forma part del que està succeint en l'acció, sorgint d'elements que són presents dins l'escena com ara un grup de música, gent cantant, una ràdio, un disc que algun personatge posa o la que escolta algú des del telèfon mòbil, etc. Quelcom significatiu en aquesta és que els personatges de l'acció també poden escoltar-la.
En canvi, la música incidental és una música que acompanya l'acció però no hi pertany, per tant, a diferència de la diegètica, els personatges no poden escoltar-la, d'aquesta manera només té sentit per a l'espectador.
De vegades trobem el que s'anomenen falses diegesis, és a dir, interaccions entre música diegètica i música incidental. Això ocorre quan una melodia comença com a diegètica i acaba tornant-se incidental.

### Manipulació amb els efectes de so i la modificació de l'àudio
Dins de la banda sonora de qualsevol projecte audiovisual distingim tres elements: la música, els diàlegs i la veu en off, i els efectes sonors. Un efecte de so o efecte d'àudio és un so generat o modificat artificialment, o un procés de so emprat amb finalitats artístiques o de contingut en el cinema, la televisió, els enregistraments musicals, els videojocs, els dibuixos animats, les representacions en directe de teatre o musicals i altres mitjans. En el cinema i les produccions televisives, els efectes de so es graven i reprodueixen per donar un contingut narratiu o creatiu sense l'ús de diàleg o música. El terme s'aplica sovint a un procés aplicat a un enregistrament, no a la gravació en si mateixa. En la producció cinematogràfica i televisiva professional, el diàleg, la música i els efectes de so es tracten com a elements separats.
La part auditiva d'un pel·lícula molts cops és infravalorada, però recordem que tot producte audiovisual està compost de la part auditiva i la visual i aquestes es necessiten d'elles mateixes i de la seva col·laboració per a crear un sentit i sobretot una intenció. Els efectes de so són una part fonamental del film, ja que la seva funció és incrementar el realisme i ajudar a submergir-nos a la història i entendre el que està succeint.
Els efectes sonors engloben tot tipus de sorolls, encara que no es vegin ni en fem cas, en la majoria de casos. D'aquesta manera la pel·lícula crea una atmosfera ideal per a cada escena.
Els sons que apareixen en una pel·lícula es poden dividir en tres grans grups:
- Efectes de so: Sorolls com explosions, passes de persones, tràfic, vent, etc.
- Música: Acompanya moltes escenes atribuint una atmosfera especial a cada una. Aquesta és coneguda com a banda sonora.
- Veu doblada dels actors (diàlegs): La veu dels actors o dobladors, la qual sol ser enregistrada en unes sales especials insonoritzades i amb els òptims micròfons.

No tots els efectes sonors s'aconsegueixen de la mateixa manera ni amb el mateix mètode. Una gran part són reproduïts amb el mateix objecte a simular com ara en el cas d'unes passes d'algú que duu botes o talons, però en altres casos se solen imitar amb altres materials, com per exemple el galop dels cavalls, que es fa picant amb cocos sobre fusta. La majoria d'aquests sons són després modificats digitalment, per tal d'aconseguir la perfecció a la qual es vol arribar.

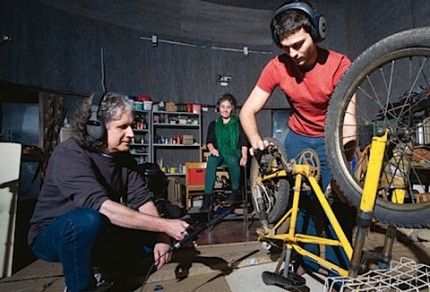
Artistes Foley enregistrant el so dels pedals d'una bicicleta.

Aquesta feina la fan els dissenyadors de so o artistes Foley. A més s'encarreguen de contactar amb gent per saber on trobar diferents sons com ara la demolició d'un edifici. Moltes vegades s'utilitza més d'un micròfon per enregistrar un so des de diferents perspectives i poder jugar-hi (multipistes). Un bon exemple de les multipistes el trobaríem a l'hora de gravar un cotxe quan arrenca: es solen col·locar tres micròfons: el primer se situa dins l'automòbil, el segon a sota el capó i el tercer al tub d'escapament, per tal de captar tant el soroll del motor provinent de sota del capó com el soroll de les emissions i les vibracions del tub. Una vegada enregistrat el so, s'utilitza un software de so no lineal, cosa que permet als professionals en la matèria, és a dir els enginyers de so, barrejar els diversos sons mitjançant capes i modificar la seva ona, tonalitat o timbre.
Al llarg dels anys s'han creat tècniques modificadores del so molt utilitzades en l'àmbit del cinema, com ara les següents:
- La reverberació: s'utilitza per a millorar la qualitat de l'audio i que aquest sigui més intel·ligible gràcies a materials que condicionen la seva acústica.
- El flanging: un soroll metàl·lic molt utilitzat sobretot en les intros de les pel·lícules.